# Blaine Hardy
Pour les articles homonymes, voir Hardy.
Blaine Patrick Hardy (né le 14 mars 1987 à Seattle, Washington, États-Unis) est un lanceur gaucher des Ligues majeures de baseball qui a joué pour les Tigers de Détroit et les Brewers de Milwaukee.

## Carrière
Blaine Hardy est repêché au 22e tour de sélection par les Royals de Kansas City en 2008. Il est libéré de son contrat par les Royals durant leur camp d'entraînement du printemps 2013, après 5 saisons en ligues mineures avec des clubs affiliés à la franchise. D'abord employé principalement comme releveur, il se distingue en 2013 et 2014 comme lanceur partant des Mud Hens de Toledo de la Ligue internationale, le club-école des Tigers de Détroit, le club des majeures l'ayant mis sous contrat après son départ des Royals. Au camp d'entraînement des Tigers en 2014, Hardy brigue cependant un poste de lanceur de longue relève,. D'abord cédé à Toledo en début de saison, le lanceur de 27 ans fait ses débuts dans le baseball majeur comme releveur des Tigers de Détroit le 16 juin 2014 contre les Royals de Kansas City.